# Augusto Leite Mendes Moreira
Augusto Leite Mendes Moreira (Oliveira do Conde, Carregal do Sal, 8 de Maio de 1902 — 1982) foi um jurista, conservador do Registo Predial, que exerceu por duas vezes as funções de governador civil do Distrito Autónomo de Ponta Delgada e de deputado à Assembleia Nacional durante o Estado Novo.

## Biografia
Licenciado em Direito, foi eleito deputado à III legislatura da Assembleia Nacional do Estado Novo, mas renunciou ao cargo em 1944, para ocupar o cargo de governador civil do Distrito Autónomo de Ponta Delgada (1944).
Exerceu as funções de conservador do Registo Predial. 
Foi presidente da comissão concelhia da União Nacional de Fornos de Algodres, onde foi administrador do concelho, mas as suas convicções monárquicas levam-no a afastar-se gradualmente do regime do Estado Novo a partir de 1945.
Foi indicado para o cargo de governador civil do Distrito Autónomo do Funchal, mas não ocupou o cargo.